# Courtenay (Loiret)
Courtenay ist eine französische Gemeinde mit 3799 Einwohnern (Stand 1. Januar 2022) im Département Loiret in der Region Centre-Val de Loire. Sie gehört zum Arrondissement Montargis und zum Kanton Courtenay. Sie liegt am Ufer des Flusses Cléry.

## Demografie
Die anschließende Grafik zeigt die Entwicklung der Einwohnerzahlen (Quelle: Institut national de la statistique et des études économiques).

## Bevölkerungsentwicklung
| Jahr                       | 1962 | 1968 | 1975 | 1982 | 1990 | 1999 | 2010 | 2018 |
| Einwohner                  | 2293 | 2333 | 2554 | 3119 | 3292 | 3437 | 3976 | 3966 |
| Quellen: Cassini und INSEE |      |      |      |      |      |      |      |      |

## Sehenswürdigkeiten
- Kirche Saint-Pierre et Saint-Paul aus dem 12. Jahrhundert

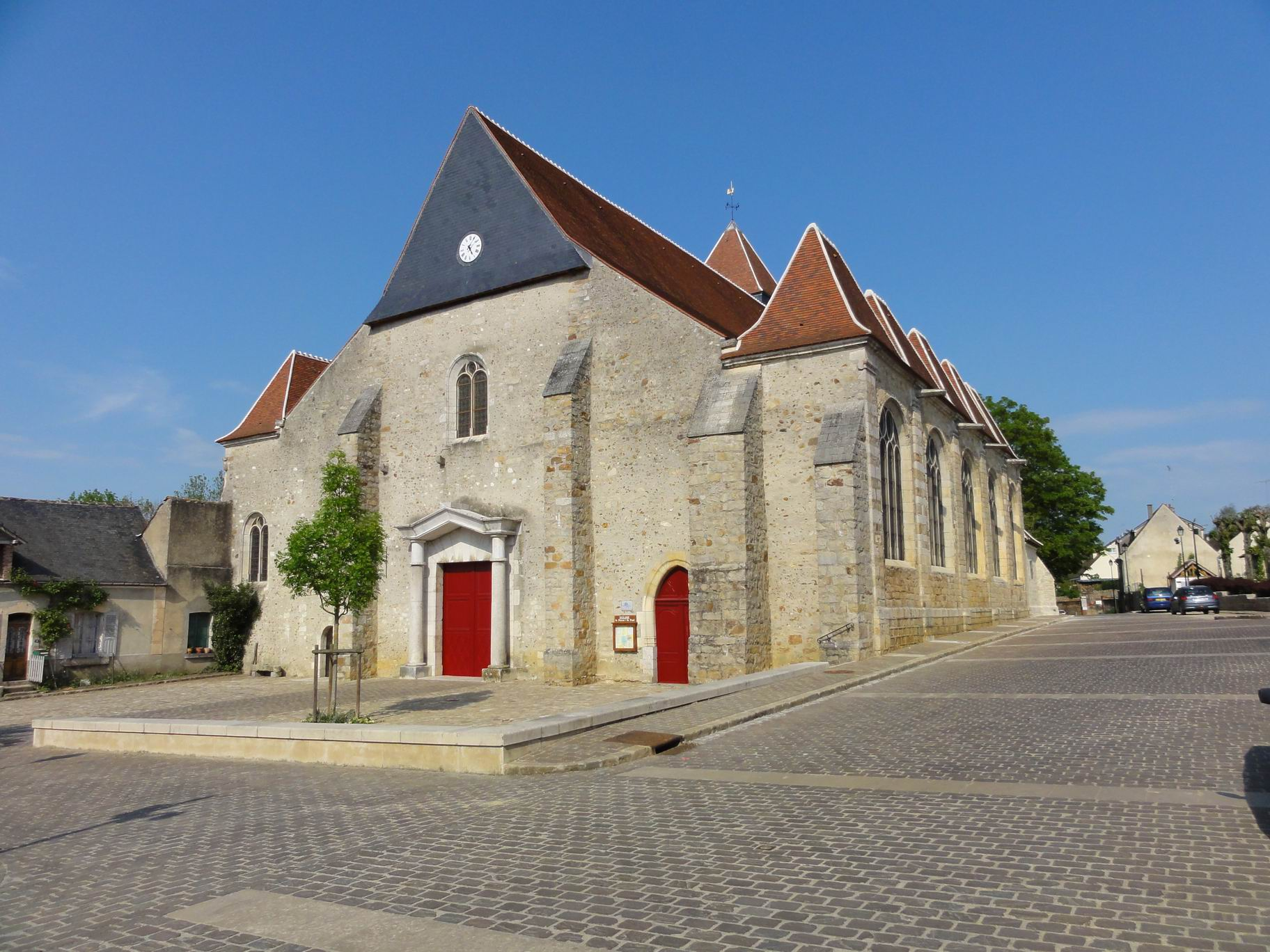
Kirche Saint-Pierre et Saint-Paul

- Ruinen einer Abtei und einer Burg

## Persönlichkeiten
- Aristide Bruant (1851–1925), französischer Kabarettsänger, Schriftsteller, Komödiant und Nachtklubbesitzer, hier geboren
- Das mittelalterliche Adelsgeschlecht Courtenay, stammt aus dem Ort und ist nach diesem benannt.

## Gemeindepartnerschaft
- Tiengen, Deutschland